# Гибралтар на Европском првенству у атлетици на отвореном 2018.
Гибралтар је учествовао на Европском првенству у атлетици на отвореном 2018. одржаном у Берлину од 6. до 12. августа.
Ово је било четрнаесто европско првенство у атлетици на отвореном на коме је Гибралтар учествовао, Репрезентацију Гибралтара представљала су тројица атлетичара који су се такмичили у три дисциплине.
На овом првенству представници Гибралтара нису освојили ниједну медаљу, а оборена су два лична рекорда.

## Учесници
Мушкарци:
- Јеси Франко — 400 м
- Харви Диксон — 1.500 м
- Арнолд Роџерс — Маратон

## Резултати

### Мушкарци
| Атлетичар     | Дисциплина | Лични рекорд | Квалификације | Квалификације | Полуфинале           | Полуфинале           | Финале               | Финале       | Детаљи |
| Атлетичар     | Дисциплина | Лични рекорд | Резултат      | Место         | Резултат             | Место                | Резултат             | Место        | Детаљи |
| ------------- | ---------- | ------------ | ------------- | ------------- | -------------------- | -------------------- | -------------------- | ------------ | ------ |
| Јеси Франко   | 400 м      | 48,40        | 48,12 ЛР      | 8. у гр. А    | Није се квалификовао | Није се квалификовао | Није се квалификовао | 37 / 38      |        |
| Харви Диксон  | 1.500 м    | 3:43,84 НР   | 3:54,70       | 11. у гр. 3   |                      |                      | Није се квалификовао | 32 / 34      |        |
| Арнолд Роџерс | маратон    | 2.42:07      |               |               |                      |                      | 2.32:41 ЛР           | 56 / 58 (72) |        |